# Milton (Delaware)
Mitlon es un pueblo ubicado en el condado de Sussex en el estado estadounidense de Delaware. En el año 2000 tenía una población de 1657 habitantes y una densidad poblacional de 605 personas por km².

## Geografía
Mitlon se encuentra ubicado en las coordenadas 38°46′48″N 75°18′46″O / 38.78000, -75.31278.

## Demografía
Según la Oficina del Censo en 2000 los ingresos medios por hogar en la localidad eran de $32,368, y los ingresos medios por familia eran $40,313. Los hombres tenían unos ingresos medios de $26,065 frente a los $23,269 para las mujeres. La renta per cápita para la localidad era de $17,016. Alrededor del 18% de la población estaban por debajo del umbral de pobreza.

## Localidades adyacentes
Diagrama de las localidades a un radio de 16 km a la redonda de Mitlon.